# RCN Televisión
Ne doit pas être confondu avec RCM Televisión.
 (mai 2012).
Si vous disposez d'ouvrages ou d'articles de référence ou si vous connaissez des sites web de qualité traitant du thème abordé ici, merci de compléter l'article en donnant les références utiles à sa vérifiabilité et en les liant à la section « Notes et références ».
RCN Televisión (Radio Cadena Nacional TV) est une chaîne de télévision privée colombienne fondée en 1967 dans le cadre de RCN (Radio Cadena Nacional fondée en 1948). Elle obtient les enchères pour diffuser le signal de la télévision en 1967 et émet sa première émission le 10 juillet 1967. Elle est également propriétaire des chaînes RCN Nuestra Tele (anciennement TV Colombia), NTN24, MundoFox, RCN Telenovelas et Win Sports.
Elle est exploitée par RCN Television SA et est détenue par le Lulle Ardila Organización. Elle est domiciliée au n ° 65-82 de l'avenida de las Americas à Bogota et a son propre siège de 24 000 m2.
En plus d'émettre pour la Colombie, la chaîne atteint le monde entier par l'intermédiaire du signal de télévision en Colombie (jusqu'en 2008 partagé avec Citytv, qui ont lieu après un accord avec Caracol TV Internacional) et les États-Unis par l'entremise d'International RCN (canal effectue également des ventes internationales de leurs produits grâce à cet appareil).
En outre, beaucoup de ses produits sont distribués internationalement par Allied Signal (tels que des romans qui distribuent la chaîne ou le RCN Nouvelles est diffusé sur le signal Globovision au Venezuela). La chaîne a produit la telenovela Yo soy Betty, la fea. Son principal concurrent est Caracol TV.
Cette société de télévision est membre de l'Organisation des Télécommunications Ibéro-Américaines (OTI).

## Émissions

### Actuels
- Noticias RCN (journal télévisé)
- Tu Planeta Bichos
- Futbolmania
- MasterChef Colombia
- Separados (reality show)
- Sala de Urgencias (telenovela)
- Descárate Sin Evadir
- En Exclusiva
- Estilo RCN
- Nuestra Semana Nuestra Tele
- Muy Buenos Días
- Diomedes, el cacique de la junta (telenovela)
- Secretos del paraíso (telenovela)
- Rastros de Mentiras (Rede Globo, 2013-2014) (telenovela) (2014-2015)
- Corazón indomable (Televisa, 2013) (telenovela) (2015)
- Como dice el dicho
- Doctor S.O.S.
- The Dr. Oz Show
- Otoño en mi corazón (KBS2, 2000)
- Por amor (telenovela)
- Profesión hogar
- Corona de lágrimas (Televisa, 2012-2013) (telenovela)
- La vida sigue (Rede Globo, 2011-2012) (telenovela) (2015)
- Teresa (Televisa, 2010-2011) (telenovela)
- El mundo del capo
- La Noche
- 4 Caminos
- ¿Quién quiere ser millonario?
- Tu Tele
- Contacto Astral

### Finis
- Muchacha italiana viene a casarse (Televisa, 2014-2015) (telenovela) (2014-2015, annulée)
- Amor Bravío (Televisa, 2012) (telenovela) (2014-2015)
- Mundos opuestos (2012) (reality show)
- Pobres Rico (2012-2013) (telenovela)
- ¿Dónde está Elisa? (2012) (telenovela)
- Doña Bella (2010) (telenovela) (2011-2012)
- Amor en custodia (2009-2010) (telenovela)
- La rosa de Guadalupe (Televisa, depuis 2008) (telenovela) (2009-2015)
- Pura sangre (2007-2008) (telenovela)
- La viuda de la mafia (2004-2005) (telenovela)
- Especiales Pirry (2002-2015)
- Yo soy Betty, la fea (1999-2001) (telenovela)